# Albert Edward Harbot
Albert Edward Harbot (* im 4. Quartal 1896; † 28. Januar 1968) war ein englischer Badmintonspieler.

## Karriere
Albert Edward Harbot hat an Erfolgen mehrere Siege bei verschiedenen offenen Meisterschaften der britischen Insel und Irlands in den 1920er Jahren zu verzeichnen. Die prestigeträchtigen All England gewann er 1928 im Mixed mit Margaret Tragett. Bei den Scottish Open siegte er 1927, bei den Irish Open holte er 1928 alle drei möglichen Titel.

## Sportliche Erfolge
| Saison | Veranstaltung | Disziplin    | Platz | Name                                      |
| ------ | ------------- | ------------ | ----- | ----------------------------------------- |
| 1927   | Scottish Open | Herreneinzel | 1     | Albert Edward Harbot                      |
| 1928   | Irish Open    | Mixed        | 1     | Albert Edward Harbot / Violet Elton       |
| 1928   | Irish Open    | Herrendoppel | 1     | Albert Edward Harbot / George Alan Thomas |
| 1928   | Irish Open    | Herreneinzel | 1     | Albert Edward Harbot                      |
| 1928   | All England   | Mixed        | 1     | Albert Edward Harbot / Margaret Tragett   |